# Tisová (Březová)
Tisová (németül: Theußau) Březová településrésze Csehországban a Karlovy Vary-i kerület Sokolovi járásában. Központi községétől 3,5 km-re nyugatra fekszik. A 2001-es népszámlálási adatok szerint 19 lakóháza és 36 lakosa van.

## Gazdasága
- Hőerőművét az 1950-es években építették.